# VJing

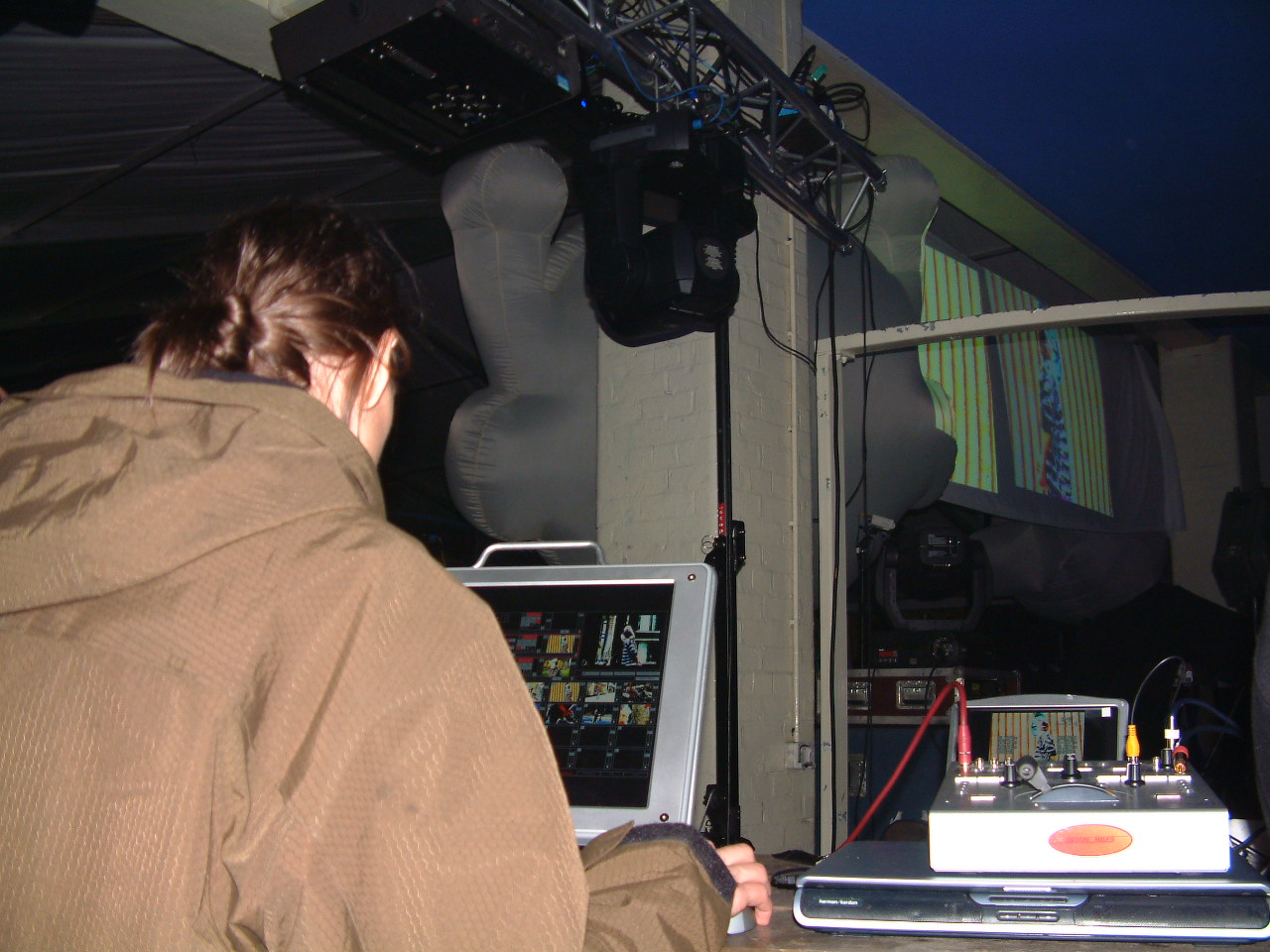
Artysta VJing przy pracy

VJing – rodzaj performance'u wizualnego osiąganego przy pomocy sprzętu cyfrowego i/lub analogowego oraz odpowiedniego oprogramowania. Artysta za pośrednictwem tych narzędzi generuje i/lub przetwarza obraz ruchomy w czasie rzeczywistym, synchronizując go z muzyką. VJing jest najczęściej wykonywany na koncertach, w nocnych klubach, na festiwalach muzycznych, czasami w połączeniu z innymi sztukami scenicznymi. Rezultatem tych działań są często multimedialne przedstawienia z muzyką, aktorami czy tancerzami. Określenie VJing zdobyło popularność wraz VJ-ami MTV, ale u jego źródeł leży nowojorska scena klubowa z lat 70.

## Historia
VJing czerpie z tradycji korespondencji sztuk. Wczesnym przykładem wykorzystania syntezy w sztuce są filmy nieme z muzyką na żywo. 
W latach 1919–1927 Mary Hallock-Greenewalt, pianistka, stworzyła konsolę, którą nazwała Nourathar. Przy pomocy urządzenia, możliwe było modyfikowanie skali intensywności i barwy emitowanych świateł.
W latach 60. XX wieku na dyskotekach i prywatkach używano kul dyskotekowych, różnych rodzajów projekcji światła, by zapewnić publiczności nowe doznania.